# Luvas episcopais
Luvas episcopais ou quirotecas são vestimentas litúrgicas usadas por bispos, cardeais e alguns abades da Igreja latina. Os cristãos orientais nunca as usaram, e as vestimentas gregas que correspondem às luvas latinas são os punhos (ἐπιμανίκια), que escondem as extremidades das mangas.

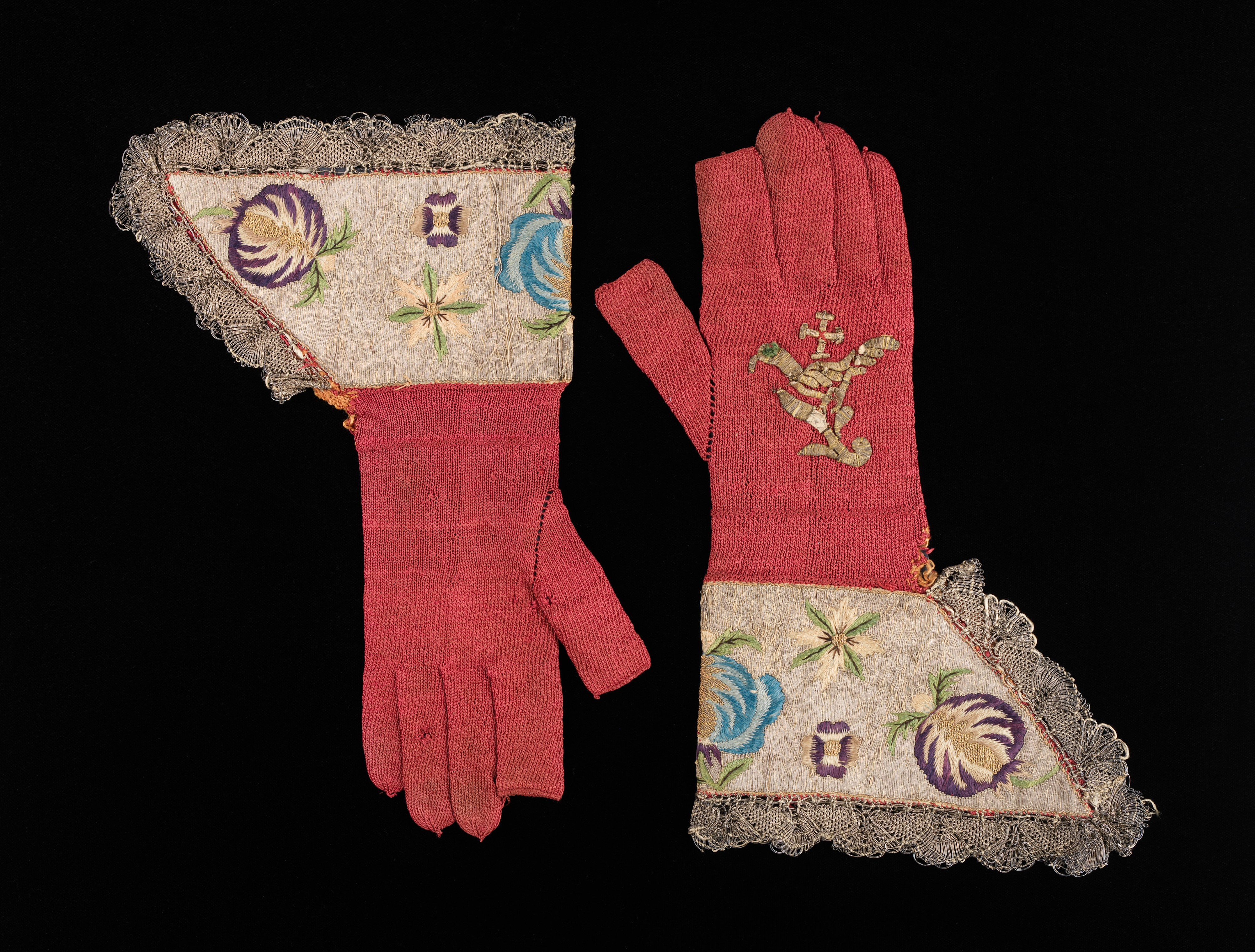
Luvas episcopais datadas do 1º quarto do século XVII

Usar luvas na liturgia é 
um uso desconhecido para os antigos
Mas eles foram usados em Roma a partir do século X, tendo sua origem em Franco, e em 1070 o privilégio de usá-los foi concedido ao abade de Pavia. Antes do século XI os autores que enumeram as vestes sagradas dos bispos não mencionam as luvas.
Antes da constituição apostólica Pontificalis Romani de 18 de junho de 1968, no final da missa de ordenação episcopal, após o "Ite missa est" e a bênção, antes do «último evangelho», o consagrador entrega ao novo bispo a mitra e as luvas.
O rito de instrução Pontificales ritus de 21 de Junho de 1968 sobre a simplificação dos ritos papais e da insígnia pontifícia ainda menciona as luvas, tratando-as como opcionais: 
O bispo pode empregar a seu critério... luvas, que ele pode, a seu critério, sempre usar branco
 .
O novo rito de ordenação episcopal promulgado pela constituição apostólica Pontificalis Romani de 18 de Junho de 1968 não prevê mais o uso de luvas. E no Cerimonial dos bispos de 1984 as luvas não são mais indicadas entre as vestimentas e insígnias papais.
O uso do Pontifício Romano e do Cerimonial dos Bispos em vigor em 1962 é agora permitido apenas aos institutos de vida consagrada e às sociedades de vida apostólica que dependem da Pontifícia Comissão Ecclesia Dei, bem como àquelas em que se mantém o uso dos livros litúrgicos da "forma extraordinária".
De acordo com esses livros litúrgicos, o bispo usa as luvas durante a missa pontifícia. Antes de começar a missa, ele as toma, recebendo a da mão direita do diácono e a da mão esquerda do subdiácono. Ele os deixa depois de ter recitado a antífona do ofertório e não os retoma até depois da última lavagem das mãos que precede a pós-comunhão.
Tricotadas em seda ou costuradas à máquina, as luvas combinavam com a cor litúrgica da Missa, mas não pretas, porque não eram usadas na Sexta-feira Santa e durante a Missa de Réquiem. Muitas vezes eram adornados nas costas com bordados ou uma elaborada placa de metal, que representava a mão de Deus, o Cordeiro de Deus, a cruz, os santos, etc.